# El majordom
El majordom (originalment en anglès: The Butler; i alternativament Lee Daniels' The Butler) és una pel·lícula del 2013 de drama històric, dirigida per Lee Daniels i amb un càsting coral. Inspirada vagament en la vida d'Eugene Allen, Forest Whitaker hi interpreta un majordom afroamericà de la Casa Blanca que serveix diferents presidents durant 34 anys. Els esdeveniments de la seva vida es mesclen amb la lluita pels drets civils de la seva comunitat als Estats Units. Ha estat doblada al català; també s'ha editat una versió en valencià per a À Punt.

## Repartiment

### Personatges ficticis
- Forest Whitaker - Cecil Gaines
- Oprah Winfrey - Gloria Gaines
- Cuba Gooding, Jr. - Carter Wilson
- Terrence Howard - Howard
- David Oyelowo - Louis Gaines
- Vanessa Redgrave - Annabeth Westfall
- Alex Pettyfer - Thomas Westfall

### Personatges històrics
- Robin Williams - President Dwight D. Eisenhower
- Melissa Leo - Primera Dama Mamie Eisenhower
- James Marsden - President John F. Kennedy
- Minka Kelly - Primera Dama Jackie Kennedy
- Liev Schreiber - President Lyndon B. Johnson
- Wanda Leigh - Primera Dama Lady Bird Johnson
- John Cusack - President Richard Nixon
- Alan Rickman - President Ronald Reagan
- Jane Fonda - Primera Dama Nancy Reagan

## Nominacions[calcitació]
- 2014: BAFTA a la millor actriu secundària per Oprah Winfrey
- 2014: BAFTA al millor maquillatge i perruqueria per Debra Denson, Beverly Jo Pryor i Candace Neal